# Левоне
Левоне (итал. Levone) је насеље у Италији у округу Торино, региону Пијемонт.
Према процени из 2011. у насељу је живело 415 становника. Насеље се налази на надморској висини од 350 м.

## Становништво
Према резултатима пописа становништва 2011. у општини је живело 439 становника.
| 1936. | 1951. | 1961. | 1971. | 1981. | 1991. | 2001. | 2011. |
| ----- | ----- | ----- | ----- | ----- | ----- | ----- | ----- |
| 700   | 642   | 576   | 546   | 490   | 445   | 491   | 439   |